# Nikolay Antonov
Nikolay Yakimov Antonov (parfois orthographié Nikolai Antonov ; en bulgare : Николай Якимов Антонов ; né le 17 août 1968 à Razgrad) est un athlète bulgare spécialiste du 200 mètres et du saut en longueur. Il était connu dans les années 1990 comme l’homme « blanc » le plus rapide du monde.

## Biographie
Sur la distance du 200 mètres, il a pris la 4e place aux 1ers championnats du monde juniors d'athlétisme disputés en 1986 à Athènes.
En catégorie senior, il a remporté les championnats du monde d'athlétisme en salle en 1991 et ceux d'Europe en 1992 dans le temps de 20 s 41, record de Bulgarie en salle.
En plein air, ses meilleurs résultats sont une 4e place lors des championnats d'Europe en 1990, et une 7e place aux championnats du monde d'athlétisme 1991 à Tokyo, au cours desquels il a réussi 20 s 20 en quarts de finale. C'est le record de Bulgarie actuel.
S'étant mis au saut en longueur, il a obtenu la 6e place à Stuttgart en 1993.
En 2003, il a commis une tentative de suicide.

### Palmarès
| Date | Compétition                    | Lieu      | Place | Épreuve          |
| ---- | ------------------------------ | --------- | ----- | ---------------- |
| 1988 | Championnats d'Europe en salle | Budapest  | 2e    | 200 m            |
| 1990 | Championnats d'Europe en salle | Glasgow   | 2e    | 200 m            |
| 1990 | Championnats d'Europe          | Split     | 5e    | 200 m            |
| 1991 | Championnats du monde en salle | Séville   | 1er   | 200 m            |
| 1991 | Championnats du monde          | Tokyo     | 7e    | 200 m            |
| 1992 | Championnats d'Europe en salle | Gênes     | 1er   | 200 m            |
| 1993 | Championnats du monde en salle | Toronto   | 5e    | 200 m            |
| 1993 | Championnats du monde          | Stuttgart | 6e    | Saut en longueur |

National :
Nikolay Antonov a été plusieurs fois champion national : 
- deux fois au 100 m (1989, 1990)

- sept fois au 200 m (1987, 1989, 1990, 1991 en plein air, 1988, 1989, 1990 en salle)[3]

- une fois en longueur (1996)[4].

### Records
| Épreuve          | Performance  | Lieu    | Date            |
| ---------------- | ------------ | ------- | --------------- |
| 200 m            | 20 s 20 (RN) | Tokyo   | 26 août 1991    |
| 200 m (salle)    | 20 s 41 (RN) | Gênes   | 29 février 1992 |
| Saut en longueur | 8,21 m       | Plovdiv | 10 juillet 1994 |